# 千代田神社
千代田神社（ちよだじんじゃ）は、大阪府河内長野市にある神社。

## 歴史
神体の菅原道真像は平安時代のものと考えられている。江戸時代の記録によると天神社、天満宮などと呼ばれていた。明治時代には北山神社、菅原神社などといい菅原道真を主神としたが、明治40年（1907年）に近隣の木戸神社と伊予神社が合祀された。正式に現在の神社名となったのは昭和43年（1968年）である（なお、宗教法人名簿上は「菅原神社」の表記である）。
なおもう一体、付近住民の祖先の神と思われる像があり、こちらは鎌倉時代のものと考えられている。

## 祭神
- 菅原道真
- 天児屋根命
- 底筒男命
- 蛭子命
- 足仲津彦命
- 気長足姫命
- 稲田姫命

## 末社
皇太神社、八幡神社、戎神社

## その他
河内長野市の市町、木戸町、向野町の氏神

## 交通アクセス
- 汐ノ宮駅（近鉄長野線）から徒歩7分。